# Női 44 kg-os cselgáncs a 2011. évi nyári európai ifjúsági olimpiai fesztiválon
A 2011. évi nyári európai ifjúsági olimpiai fesztiválon a cselgáncs versenyszámokat Trabzonban rendezték július 27. és július 29. között.

## Mérkőzések

### Döntő
|  | Döntő                       |        |  |
|  |                             |        |  |
|  | Irina Dolgova               | 100(0) |  |
|  | Irina Dolgova               | 100(0) |  |
|  | Borislava Emilova Damyanova | 000(0) |  |

### Felső ág
|  | Nyolcaddöntők         | Nyolcaddöntők         | Nyolcaddöntők |  |  | Negyeddöntők          | Negyeddöntők          | Negyeddöntők   |                |        | Elődöntők     | Elődöntők     | Elődöntők |  |
|  |                       |                       |               |  |  |                       |                       |                |                |        |               |               |           |  |
|  | Irina Dolgova         | Irina Dolgova         | 100(0)        |  |  |                       |                       |                |                |        |               |               |           |  |
|  | Kseniya Davydzik      | Kseniya Davydzik      | 000(0)        |  |  | Irina Dolgova         | Irina Dolgova         | 100(0)         |                |        |               |               |           |  |
|  | Sakina Zayirova       | Sakina Zayirova       | 000(2)        |  |  | Nikolina Mitrasinovic | Nikolina Mitrasinovic | 000(0)         |                |        |               |               |           |  |
|  | Nikolina Mitrasinovic | Nikolina Mitrasinovic | 001(0)        |  |  |                       |                       |                |                |        | Irina Dolgova | Irina Dolgova | 100(0)    |  |
|  | Nazlican Kilic        | Nazlican Kilic        | 001(0)        |  |  |                       |                       | Nazlican Kilic | Nazlican Kilic | 000(0) |               |               |           |  |
|  | Anne Sophie Schmidt   | Anne Sophie Schmidt   | 000(0)        |  |  | Nazlican Kilic        | Nazlican Kilic        | 100(0)         |                |        |               |               |           |  |
|  |                       |                       |               |  |  | Rut Saron Barna       | Rut Saron Barna       | 000(0)         |                |        |               |               |           |  |

### Alsó ág
|  | Nyolcaddöntők               | Nyolcaddöntők               | Nyolcaddöntők |  |  | Negyeddöntők                | Negyeddöntők                | Negyeddöntők   |                |        | Elődöntők                   | Elődöntők                   | Elődöntők |  |
|  |                             |                             |               |  |  |                             |                             |                |                |        |                             |                             |           |  |
|  | Sara Maria Romano           | Sara Maria Romano           | 021(0)        |  |  |                             |                             |                |                |        |                             |                             |           |  |
|  | Patricija Gregorcic         | Patricija Gregorcic         | 000(1)        |  |  | Sara Maria Romano           | Sara Maria Romano           | 000(0)         |                |        |                             |                             |           |  |
|  | Borislava Emilova Damyanova | Borislava Emilova Damyanova | 022(0)        |  |  | Borislava Emilova Damyanova | Borislava Emilova Damyanova | 101(0)         |                |        |                             |                             |           |  |
|  | Cristina Budescu            | Cristina Budescu            | 000(0)        |  |  |                             |                             |                |                |        | Borislava Emilova Damyanova | Borislava Emilova Damyanova | 003(0)    |  |
|  | Hayley Willis               | Hayley Willis               | 000(0)        |  |  |                             |                             | Evi Vermandere | Evi Vermandere | 000(0) |                             |                             |           |  |
|  | Evi Vermandere              | Evi Vermandere              | 101(0)        |  |  | Evi Vermandere              | Evi Vermandere              | 010(0)         |                |        |                             |                             |           |  |
|  | Florine Belle               | Florine Belle               | 100(0)        |  |  | Florine Belle               | Florine Belle               | 000(0)         |                |        |                             |                             |           |  |
|  | Lea Sixtl                   | Lea Sixtl                   | 000(1)        |  |  |                             |                             |                |                |        |                             |                             |           |  |

### Vigaszág
|  |                       |                       |                      |  |  |                       |                       |                   |                       |                       |                |                |               |
|  | Vigaszág negyeddöntő  | Vigaszág negyeddöntő  | Vigaszág negyeddöntő |  |  | Vigaszág elődöntő     | Vigaszág elődöntő     | Vigaszág elődöntő |                       |                       | Bronzmérkőzés  | Bronzmérkőzés  | Bronzmérkőzés |
|  | Vigaszág negyeddöntő  | Vigaszág negyeddöntő  | Vigaszág negyeddöntő |  |  | Vigaszág elődöntő     | Vigaszág elődöntő     | Vigaszág elődöntő |                       |                       | Bronzmérkőzés  | Bronzmérkőzés  | Bronzmérkőzés |
|  |                       |                       |                      |  |  |                       |                       |                   |                       |                       |                |                |               |
|  | Kseniya Davydzik      | Kseniya Davydzik      | 001(3)               |  |  |                       |                       |                   |                       |                       |                |                |               |
|  | Kseniya Davydzik      | Kseniya Davydzik      | 001(3)               |  |  |                       |                       |                   |                       |                       |                |                |               |
|  | Nikolina Mitrasinovic | Nikolina Mitrasinovic | 011(1)               |  |  | Nikolina Mitrasinovic | Nikolina Mitrasinovic | 000(1)            | Nikolina Mitrasinovic | Nikolina Mitrasinovic | 001(0)         |                |               |
|  | Nikolina Mitrasinovic | Nikolina Mitrasinovic | 011(1)               |  |  | Nikolina Mitrasinovic | Nikolina Mitrasinovic | 000(1)            | Nikolina Mitrasinovic | Nikolina Mitrasinovic | 001(0)         |                |               |
|  | Anne Sophie Schmidt   | Anne Sophie Schmidt   | 000(0)               |  |  | Anne Sophie Schmidt   | Anne Sophie Schmidt   | 000(0)            |                       |                       | Evi Vermandere | Evi Vermandere | 110(0)        |
|  | Anne Sophie Schmidt   | Anne Sophie Schmidt   | 000(0)               |  |  | Anne Sophie Schmidt   | Anne Sophie Schmidt   | 000(0)            |                       |                       | Evi Vermandere | Evi Vermandere | 110(0)        |
|  | Rut Saron Barna       | Rut Saron Barna       | 000(1)               |  |  |                       |                       |                   |                       |                       |                |                |               |
|  | Rut Saron Barna       | Rut Saron Barna       | 000(1)               |  |  |                       |                       |                   |                       |                       |                |                |               |
|  |                       |                       |                      |  |  |                       |                       |                   |                       |                       |                |                |               |
|  | Cristina Budescu      | Cristina Budescu      | 100(0)               |  |  |                       |                       |                   |                       |                       |                |                |               |
|  | Cristina Budescu      | Cristina Budescu      | 100(0)               |  |  |                       |                       |                   |                       |                       |                |                |               |
|  | Sara Maria Romano     | Sara Maria Romano     | 000(0)               |  |  | Cristina Budescu      | Cristina Budescu      | 000(0)            | Hayley Willis         | Hayley Willis         | 000(0)         |                |               |
|  | Sara Maria Romano     | Sara Maria Romano     | 000(0)               |  |  | Cristina Budescu      | Cristina Budescu      | 000(0)            | Hayley Willis         | Hayley Willis         | 000(0)         |                |               |
|  | Hayley Willis         | Hayley Willis         | 100(0)               |  |  | Hayley Willis         | Hayley Willis         | 100(0)            |                       |                       | Nazlican Kilic | Nazlican Kilic | 000(0)        |
|  | Hayley Willis         | Hayley Willis         | 100(0)               |  |  | Hayley Willis         | Hayley Willis         | 100(0)            |                       |                       | Nazlican Kilic | Nazlican Kilic | 000(0)        |
|  | Florine Belle         | Florine Belle         | 000(0)               |  |  |                       |                       |                   |                       |                       |                |                |               |
|  | Florine Belle         | Florine Belle         | 000(0)               |  |  |                       |                       |                   |                       |                       |                |                |               |